# خانواده توکیو
خانواده توکیو (به ژاپنی: 東京家族 Tōkyō Kazoku) (انگلیسی: Tokyo Family) فیلمی در ژانر درام به کارگردانی یامادا یوجی است که در سال ۲۰۱۳ منتشر شد. این فیلم بازسازی فیلم داستان توکیو است.

## بازیگران
- کازوکو یوشیوکی
- ماساهیکو نیشیمورا
- توموکو ناکاجیما
- ساتوشی تسومابوکی
- یوئی ناتسوکاوا
- ننجی کوبایاشی
- یو آئوی